# Ulf Findeisen
Ulf Findeisen (2 marzo 1962) è un ex saltatore con gli sci tedesco orientale.

## Biografia
In Coppa del Mondo esordì il 30 dicembre 1982 a Oberstdorf (31°) e ottenne la prima vittoria, nonché primo podio, il 19 gennaio 1986 a Oberwiesenthal.
In carriera prese parte a tre edizioni dei Campionati mondiali, vincendo una medaglia.

## Palmarès

### Mondiali
- 1 medaglia:
  - 1 argento (gara a squadre a Sarajevo/Rovaniemi/Engelberg 1984)

### Coppa del Mondo
- Miglior piazzamento in classifica generale: 12º nel 1987
- 3 podi (tutti individuali):
  - 2 vittorie
  - 1 terzo posto

#### Coppa del Mondo - vittorie
| Data            | Località       | Nazione        | Trampolino      |
| --------------- | -------------- | -------------- | --------------- |
| 19 gennaio 1986 | Oberwiesenthal | Germania Est   | Fichtelberg K90 |
| 11 gennaio 1987 | Štrbské Pleso  | Cecoslovacchia | MS 1970 K114    |

#### Torneo dei quattro trampolini
- 1 podio di tappa[1]:
  - 1 terzo posto